# Neodiphthera inversa
Neodiphthera inversa är en fjärilsart som beskrevs av Rothschild 1896. Neodiphthera inversa ingår i släktet Neodiphthera och familjen påfågelsspinnare. Inga underarter finns listade i Catalogue of Life.